# Marin Dragnea (fotbalist)
Marin Dragnea (n. 1 ianuarie 1956, Slobozia Moară, județul Dâmbovița) în este un fotbalist român, care a jucat pentru Echipa națională de fotbal a României la Campionatul European de Fotbal din 1984.